# サルベーション
『サルベーション』（原題: Salvation Boulevard）は、2011年に製作されたブラック・コメディ映画である。日本劇場未公開作。DVDは2013年にリリース。別題は『ピアース・ブロスナン サルベーション』。

## 概要
ジェームズ・ボンド役で知られるピアース・ブロスナンをはじめ、アカデミー賞受賞女優のジェニファー・コネリー、ベテラン俳優のエド・ハリス、グレッグ・キニアそして、マリサ・トメイら豪華俳優陣が出演した本作。作家ラリー・バインハートの原作の映画化であり、監督は『ジョシュア/ 悪を呼ぶ少年』のジョージ・ラトリフが務めている。宗教における狂信者などにフォーカスを当てたブラック・コメディ作品である。日本では劇場未公開だが、2012年にDVDでレンタルリリースされ、2013年に販売リリースもされる。

## ストーリー
三千年教会の伝道師としてカリスマ的人気を誇るダン・デイ（ピアース・ブロスナン）。彼には多数の信者がおり、グウェン（ジェニファー・コネリー）、グウェンの夫のカール（グレッグ・キニア）、そしてグウェンの父親のジム（キアラン・ハインズ）らもその熱心な信者。ある日、そんな教団とダンに懐疑的な意見を提唱する無神論者でダンと敵対するポール・ブレイロック教授（エド・ハリス）との討論会が終わった後、ダンとポール、そしてのカール（グレッグ・キニア）が3人が酒を飲みながら宗教に関して議論していたが、白熱してきた勢いでダンが古い銃を持ち出し、ポールに向けて発砲してしまう。倒れたまま動かないポールに慌てる二人だったが、ダンは自分にとって不利な状況になり兼ねないと、唖然とするカールを尻目にポールが自殺したように偽装する。しかし、良心がとがめたカールがダンに黙ってこっそり通報。そのことがきっかけで事が明るみに出て、メディアが騒ぎ始めた。当のポールも幸い一命は取り留めたため、偽装したダンは真相がばれるのを恐れてカールに罪をかぶせようとする。そのことを察知し始めたカールは、妻や義父に相談するも、狂信的な信者である彼らは一向にカールの話を信じようとしない。次第にダンの教団幹部から命まで狙われることになり始め、警備員のハニー・フォスター（マリサ・トメイ）に相談を持ち掛けるのだが。

## キャスト・スタッフ

### 出演者
- ダン・デイ：ピアース・ブロスナン
- カール・ヴァンダーヴィア：グレッグ・キニア
- グウェン・ヴァンダーヴィア：ジェニファー・コネリー
- ポール・ブレイロック：エド・ハリス
- ハニー・フォスター：マリサ・トメイ
- ジム・ハント：キアラン・ハインズ
- アンジー・ヴァンダーヴィア：イザベル・ファーマン
- ジェリー・ホブソン：ジム・ガフィガン

### スタッフ
- 監督：ジョージ・ラトリフ
- 原作：ラリー・バインハート
- 脚本：キャシー・シュルマン、ジョージ・ラトリフ
- 製作：マーク・ヴィクター、セリーン・ラットレイ
- 音楽：ジョージ・S・クリントン
- 撮影：ティム・オー
- 編集：マイケル・ラハイエ